# Эйхлер, Август Вильгельм
Август Вильгельм Эйхлер (нем. August Wilhelm Eichler, 22 апреля 1839 — 2 марта 1887) — немецкий ботаник, первым разделивший семенные растения на цветковые растения и голосеменные растения, а также на однодольные и двудольные.

## Биография
Август Вильгельм Эйхлер родился в городе Нойкирхен (Кнюлль) 22 апреля 1839 года.
Эйхлер был первым систематиком, который разделил семенные растения на цветковые растения и голосеменные растения, а также на однодольные и двудольные. Он внёс значительный вклад в ботанику, описав множество видов семенных растений.
Август Вильгельм Эйхлер умер в Берлине 2 марта 1887 года.

## Научная деятельность
Август Вильгельм Эйхлер специализировался на семенных растениях.

### Научные работы
- Blütendiagramme, Volume I: 1875 and Volume II: 1878[10].
- Flora Brasiliensis[11].
- Syllabus der Vorlesungen über Phanerogamenkunde. 1883.

## Награды
- Медаль Котениуса (1876).

## Память
В его честь назван род растений Eichleria Progel и род растений Eichlerodendron Briq.